# Árbol de Navidad del Centro Rockefeller

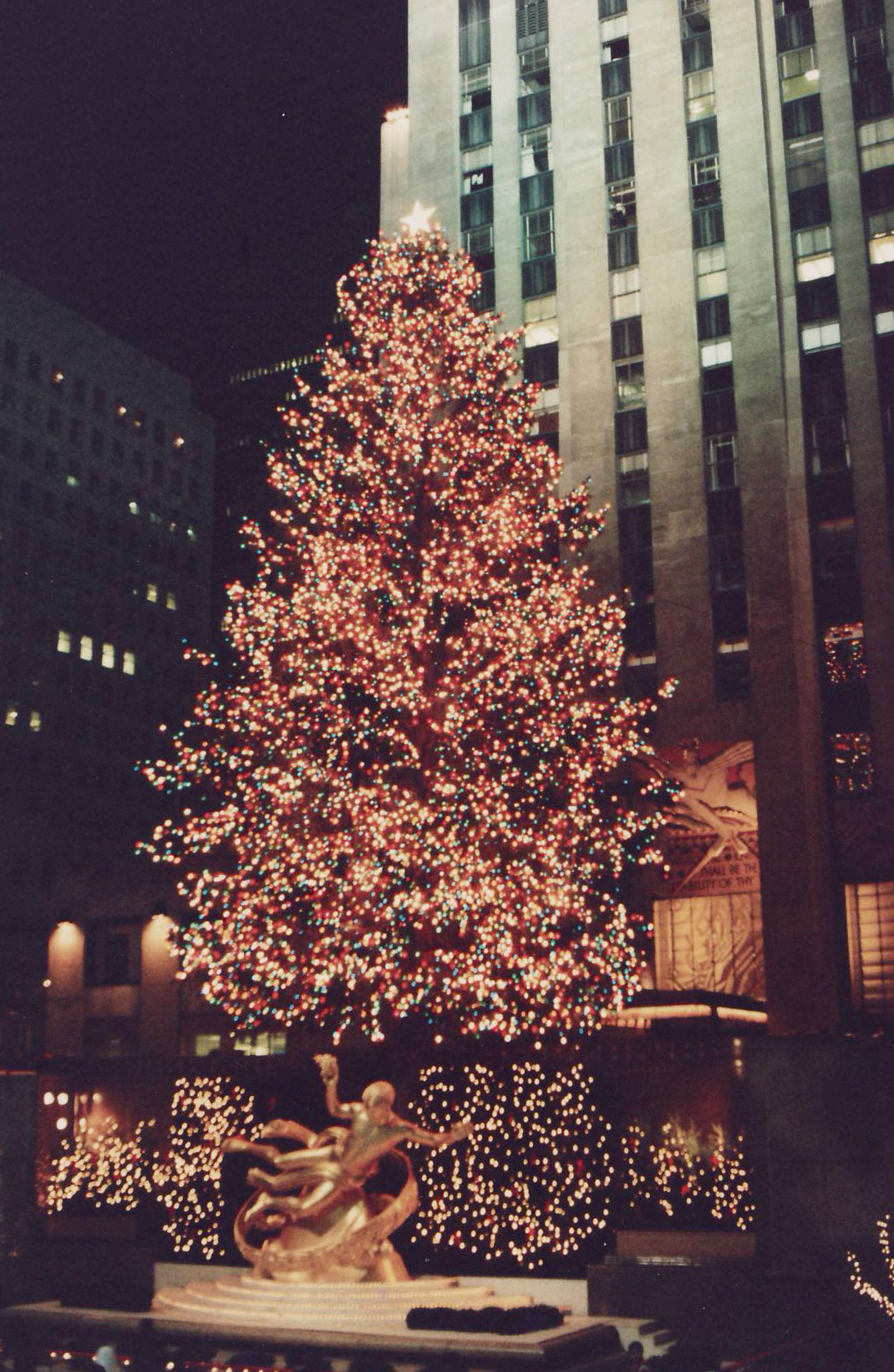
El árbol de Navidad del Rockefeller Center de 1987 fotografiado el Jueves 24 de Diciembre de 1987 (Nochebuena), de Abeto de Noruega alto decorado con 18.000 luces.

El árbol de Navidad del Centro Rockefeller es un gran árbol de Navidad que se coloca anualmente en el Centro Rockefeller, en Centro de la Ciudad de Manhattan, ciudad de Nueva York, Estados Unidos. El árbol se coloca a mediados de noviembre y se enciende en una ceremonia pública el miércoles por la noche después del Día de Acción de Gracias. Desde 1997, la iluminación se ha transmitido en vivo, a cientos de millones, en la transmisión de NBC Christmas in Rockefeller Center. La ceremonia de encendido del árbol se transmite al final de cada transmisión, después del entretenimiento en vivo, y el árbol es iluminado por el actual alcalde de la ciudad de Nueva York, el director ejecutivo y presidente de Tishman Speyer e invitados especiales. Se estima que 125 millones de personas visitan la atracción cada año.
El árbol, generalmente un abeto de Noruega de 69 a 100 pies (21,0 a 30,5 m) de alto, ha sido una tradición nacional cada año desde 1933. La iluminación del árbol de Navidad de 2020, que carecía de la audiencia tradicional debido a la pandemia de COVID-19 en curso, se llevó a cabo el 2 de diciembre de 2020 y el árbol permaneció en exhibición hasta el 2 de enero del 2021.

## Selección y decoración
Los árboles se donan tradicionalmente al Centro Rockefeller, que a su vez dona la madera después de la exhibición. Hasta su muerte en 2009, el fallecido David Murbach, Gerente de la División de Jardines del Centro Rockefeller, buscó el árbol deseado en el norte del estado de Nueva York y los estados circundantes, e incluso en Ottawa en Ontario, Canadá.
Erik Pauzé, jardinero jefe del Centro Rockefeller, busca el árbol de Navidad del Rockefeller Center de cada año. Visita los viveros en toda el área de los tres estados y busca árboles únicos en el patio trasero. Los árboles también se envían para su consideración a través del sitio web del Rockefeller Center. Pauzé y su equipo eligen el árbol de cada año en función de su calidez y "forma de árbol de Navidad", así como su capacidad para soportar los adornos pesados.
Una vez un árbol es seleccionado, una grúa apoya el árbol mientras es cortado, luego es movido a un remolque telescopico personalizado capaz de transportar árboles de hasta 125 pies (38 metros) de altura, aunque la estrechez de las calles alrededor del Centro Rockefeller limita la altura del árbol a 100 pies (30 m.). Luego, el árbol es enviado a la ciudad por una empresa local, Árbol de Navidad Brooklyn. En su camino a Manhattan, el árbol a menudo se viste con lazos rojos gigantes o pancartas que extienden saludos navideños a los testigos. Se han utilizado camiones, barcazas, y un avión de transporte para ayudar al árbol a hacer el viaje.
Una vez en Rockefeller Centro, el árbol se mantiene con cuatro tipo-los cables sujetaron en su midpoint y por una espiga de acero en su base. Scaffolding Está levantado alrededor del árbol para asistir trabajadores en colgar aproximadamente 50,000 multi-colored DIRIGIÓ luces y la parte superior de estrella. Una estrella de cristal nueva de Swarovski cristal qué partes superiores el árbol estuvo creado en 2018 y diseñado por el arquitecto renombrado Daniel Liebeskind. La estrella nueva presenta 70 espigas y tres millones de cristales con DIRIGIÓ encender sitios por la compañía Oznium. Quién trabajó con los ingenieros. En total  pesa 900 libras (408.23 kg).
Desde entonces, el árbol de Navidad del Rockefeller Center ha sido una tradición anual. Los trabajadores juntaron su dinero para ese árbol apagado, con las guirnaldas hechas por las familias de los trabajadores. Según el sitio web del Rockefeller Center, el árbol fue "desde el principio ... un lugar de reunión y un reflejo de lo que estaba sucediendo en el mundo que lo rodeaba".